# Hideki Matsui

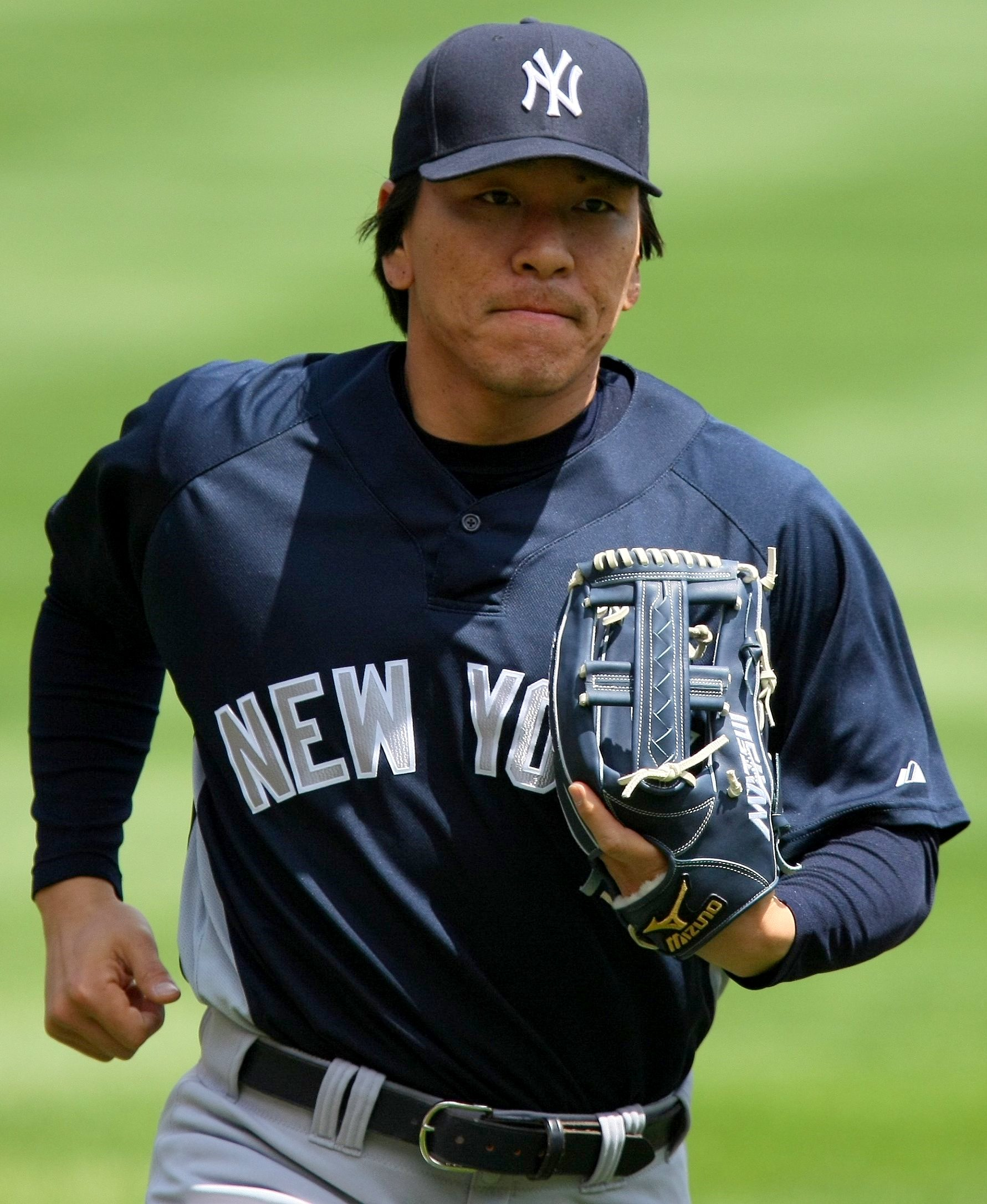
Hideki Matsui i New York Yankees dräkt 2009.

Hideki Matsui (japanska: 松井 秀喜?, Matsui Hideki), född den 12 juni 1974 i Neagari (nuvarande Nomi) i Ishikawa prefektur, är en japansk före detta professionell basebollspelare som spelade som outfielder och designated hitter för New York Yankees, Los Angeles Angels of Anaheim, Oakland Athletics och Tampa Bay Rays i Major League Baseball (MLB) mellan 2003 och 2012. Innan han kom till Nordamerika spelade Matsui för Yomiuri Giants i Nippon Professional Baseball (NPB) mellan 1993 och 2002.
Matsui vann en World Series med New York Yankees och tre Nippon Series med Yomiuri Giants.